# Park Kang-jo
Park Kang-Jo (Amagasaki, 24 januari 1980) is een Zuid-Koreaans voetballer.

## Carrière
Park Kang-Jo speelde tussen 1998 en 2002 voor Kyoto Purple Sanga, en Seongnam Ilhwa Chunma. Hij tekende in 2003 bij Vissel Kobe.

## Zuid-Koreaans voetbalelftal
Park Kang-Jo debuteerde in 2000 in het Zuid-Koreaans nationaal elftal en speelde 5 interlands, waarin hij 1 keer scoorde.